# Kurtis Foster
Kurtis Foster (né le 24 novembre 1981 à Carp dans la province de l'Ontario au Canada) est un joueur professionnel de hockey sur glace.

## Carrière
Foster joue au niveau junior pour les Petes de Peterborough de la Ligue de hockey de l'Ontario lorsqu'il est réclamé au deuxième tour par les Flames de Calgary lors du repêchage d'entrée dans la LNH 2000. Il retourne tout de même avec les Petes pour qui il joue un total de cinq saisons.
Il devient joueur professionnel lors de la saison 2001-2002 peu de temps après que les Flames l'échangent aux Thrashers d'Atlanta. Il termine cette première saison pro avec les Wolves de Chicago de la Ligue américaine de hockey prenant part à 39 rencontres en saison régulière et 14 autres durant les séries éliminatoires au terme desquelles, la formation de Chicago remporte la Coupe Calder remise aux champions des séries.
Foster joue deux autres saisons avec les Wolves, étant appelé à deux reprises à rejoindre le « grand club », avant de se voir être échangé en juin 2004 aux Mighty Ducks d'Anaheim. Un lock-out sévissant dans la LNH en 2004-2005 l'oblige à passer la saison complète dans la LAH avec le club école d'Anaheim, les Mighty Ducks de Cincinnati.
Devenu joueur autonome à l'été 2005, il signe avec le Wild du Minnesota et après un court passage avec leur filiale, les Aeros de Houston, il obtient pour la première fois de sa carrière un poste permanent dans la LNH.
Le 1er juillet 2010, il signe un contrat en tant qu'agent libre avec les Oilers d'Edmonton. Le lendemain, ceux-ci l'échangent immédiatement aux Ducks d'Anaheim en retour d'Andy Sutton.
Le 12 décembre 2011, il est de nouveau échangé. Les Ducks d'Anaheim l'échange aux Devils du New Jersey avec le gardien Timo Pielmeier en retour de l'attaquant Rod Pelley, du défenseur Mark Fraser et d'un choix de 7e ronde
Le 24 février 2012, il est échangé à une de ses anciennes équipes, le Wild du Minnesota. Il est échangé en compagnie des attaquants Stéphane Veilleux, Nick Palmieri ainsi que des choix de 2e tour et 3e tour conditionnel.
Le 13 janvier 2013, il signe avec les Flyers de Philadelphie.
Au niveau international, il représente à deux reprises le Canada. Il remporte la médaille d'or lors du championnat mondial des moins de 17 ans en 1998 et reçoit le même honneur l'année suivante lors du championnat mondial des moins de 18 ans.

## Statistiques
| Saison     | Équipe                     | Ligue      |     | Saison régulière | Saison régulière | Saison régulière | Saison régulière | Saison régulière |   | Séries éliminatoires | Séries éliminatoires | Séries éliminatoires | Séries éliminatoires | Séries éliminatoires |
| Saison     | Équipe                     | Ligue      | PJ  | B                | A                | Pts              | Pun              | PJ               | B | A                    | Pts                  | Pun                  |                      |                      |
| 1997-1998  | Petes de Peterborough      | LHO        | 39  | 1                | 1                | 2                | 45               | 4                | 0 | 0                    | 0                    | 2                    |                      |                      |
| 1998-1999  | Petes de Peterborough      | LHO        | 54  | 2                | 13               | 15               | 59               | 5                | 0 | 0                    | 0                    | 6                    |                      |                      |
| 1999-2000  | Petes de Peterborough      | LHO        | 68  | 6                | 18               | 24               | 116              | 5                | 1 | 2                    | 3                    | 4                    |                      |                      |
| 2000-2001  | Petes de Peterborough      | LHO        | 62  | 17               | 24               | 41               | 78               | 7                | 1 | 1                    | 2                    | 10                   |                      |                      |
| 2001-2002  | Petes de Peterborough      | LHO        | 33  | 10               | 4                | 14               | 58               | -                | - | -                    | -                    | -                    |                      |                      |
| 2001-2002  | Wolves de Chicago          | LAH        | 39  | 6                | 9                | 15               | 59               | 14               | 1 | 1                    | 2                    | 21                   |                      |                      |
| 2002-2003  | Thrashers d'Atlanta        | LNH        | 2   | 0                | 0                | 0                | 0                | -                | - | -                    | -                    | -                    |                      |                      |
| 2002-2003  | Wolves de Chicago          | LAH        | 75  | 15               | 27               | 42               | 159              | 9                | 1 | 3                    | 4                    | 14                   |                      |                      |
| 2003-2004  | Thrashers d'Atlanta        | LNH        | 3   | 0                | 1                | 1                | 0                | -                | - | -                    | -                    | -                    |                      |                      |
| 2003-2004  | Wolves de Chicago          | LAH        | 67  | 11               | 19               | 30               | 95               | 10               | 0 | 3                    | 3                    | 12                   |                      |                      |
| 2004-2005  | Mighty Ducks de Cincinnati | LAH        | 78  | 17               | 25               | 42               | 71               | 9                | 2 | 3                    | 5                    | 22                   |                      |                      |
| 2005-2006  | Wild du Minnesota          | LNH        | 58  | 10               | 18               | 28               | 60               | -                | - | -                    | -                    | -                    |                      |                      |
| 2005-2006  | Aeros de Houston           | LAH        | 19  | 4                | 11               | 15               | 32               | -                | - | -                    | -                    | -                    |                      |                      |
| 2006-2007  | Wild du Minnesota          | LNH        | 57  | 3                | 20               | 23               | 52               | 3                | 0 | 2                    | 2                    | 0                    |                      |                      |
| 2007-2008  | Wild du Minnesota          | LNH        | 56  | 7                | 12               | 19               | 37               | -                | - | -                    | -                    | -                    |                      |                      |
| 2008-2009  | Wild du Minnesota          | LNH        | 10  | 1                | 5                | 6                | 6                | -                | - | -                    | -                    | -                    |                      |                      |
| 2008-2009  | Aeros de Houston           | LAH        | 6   | 1                | 5                | 6                | 6                | -                | - | -                    | -                    | -                    |                      |                      |
| 2009-2010  | Lightning de Tampa Bay     | LNH        | 71  | 8                | 34               | 42               | 48               | -                | - | -                    | -                    | -                    |                      |                      |
| 2010-2011  | Oilers d'Edmonton          | LNH        | 74  | 8                | 14               | 22               | 45               | -                | - | -                    | -                    | -                    |                      |                      |
| 2011-2012  | Crunch de Syracuse         | LAH        | 2   | 0                | 1                | 1                | 4                | -                | - | -                    | -                    | -                    |                      |                      |
| 2011-2012  | Ducks d'Anaheim            | LNH        | 9   | 1                | 1                | 2                | 8                | -                | - | -                    | -                    | -                    |                      |                      |
| 2011-2012  | Devils du New Jersey       | LNH        | 28  | 3                | 9                | 12               | 23               | -                | - | -                    | -                    | -                    |                      |                      |
| 2011-2012  | Wild du Minnesota          | LNH        | 14  | 0                | 0                | 0                | 4                | -                | - | -                    | -                    | -                    |                      |                      |
| 2012-2013  | Tappara                    | SM-liiga   | 13  | 3                | 3                | 6                | 78               | -                | - | -                    | -                    | -                    |                      |                      |
| 2012-2013  | Flyers de Philadelphie     | LNH        | 23  | 1                | 4                | 5                | 25               | -                | - | -                    | -                    | -                    |                      |                      |
| 2013-2014  | KHL Medveščak              | KHL        | 53  | 6                | 16               | 22               | 64               | 4                | 1 | 0                    | 1                    | 4                    |                      |                      |
| 2014-2015  | HC Slovan Bratislava       | KHL        | 18  | 0                | 1                | 1                | 18               | -                | - | -                    | -                    | -                    |                      |                      |
| 2014-2015  | Adler Mannheim             | DEL        | 16  | 3                | 3                | 6                | 26               | 15               | 3 | 5                    | 8                    | 20                   |                      |                      |
| 2015-2016  | Nürnberg Ice Tigers        | DEL        | 38  | 4                | 13               | 17               | 76               | 6                | 2 | 2                    | 4                    | 4                    |                      |                      |
| Totaux LNH | Totaux LNH                 | Totaux LNH | 405 | 42               | 118              | 160              | 308              | 3                | 0 | 2                    | 2                    | 0                    |                      |                      |

## Honneur et trophées
- Ligue américaine de hockey :
  - Vainqueur de la Coupe Calder remis aux champions des séries éliminatoires en 2002 ;
  - Vainqueur du trophée Yanick-Dupré remis au joueur s'étant impliqué le plus dans sa communauté en 2004.

### Transactions
- 2000 : repêché par les Flames de Calgary (2e choix de l'équipe, 40e au total) ;
- 18 décembre 2001 : échangé avec Jeff Cowan par les Flames aux Thrashers d'Atlanta en retour de Petr Buzek et du choix de sixième tour des Thrashers au repêchage de 2004 (Adam Pardy) ;
- 26 juin 2004 : échangé par les Thrashers aux Mighty Ducks d'Anaheim en retour de Niclas Hävelid ;
- 4 août 2005 : signe à titre d'agent libre avec le Wild du Minnesota ;
- 8 juillet 2009 : signe à titre d'agent libre avec le Lightning de Tampa Bay ;
- 1er juillet 2010 : signe à titre d'agent libre avec les Oilers d'Edmonton ;
- 2 juillet 2011 : échangé par les Oilers aux Ducks d'Anaheim ;
- 12 décembre 2011 : échangé par les Ducks aux Devils du New Jersey ;
- 24 février 2012 : échangé par les Devils aux Wild du Minnesota.